# Зерчанинов, Алексей Евграфович
Алексей Евграфович Зерчанинов (1848—1933) — русский католический священник, глава миссии для русских католиков византийского обряда, участник Первого и учредительного собора 1917 года в Петрограде.

## Биография
Родился 9 (21) марта 1848 года в селе Большое Мурашкино Нижегородской губернии в семье православного священника. В 1871 году окончил Нижегородскую духовную семинарию и 10 сентября вступил в брак, а 15 октября был рукоположен в священники. Служил настоятелем прихода села Борисово Нижегородского уезда, где активно занимался миссионерством среди старообрядцев. Был благочинным Арзамасского уезда и законоучителем в шести училищах, из которых одно было создано на его собственные средства. 
Тщательное изучение патристики привело его к убеждению в истинности католической веры и 9 января 1896 года он произнёс исповедание католической веры перед находившимся в ссылке в Нижнем Новгороде польским католическим пресвитером Марианом Фульманом. После принятия католичества вышел за штат, проживал на приобретённом им хуторе в деревне Вшивка Нижегородского уезда, где организовал начальное земское училище; открыто занимался апологетикой и пропагандой католического вероучения. 
Выход из православия, тем более священника, был до 1905 года уголовно наказуем и Зерчанинов был арестован 3 июля 1898 года и помещён в Суздальскую тюрьму при Евфимиевом монастыре, где содержались религиозные преступники. Русская тайная католичка Н. С. Ушакова, родственница П. А. Столыпина ходатайствовала за о. Алексея перед императорским двором, в результате чего 21 февраля 1901 года Зерчанинов был освобождён из тюрьмы с условием проживания безвыездно на хуторе. К нему присоединился старший сын Юлий (ум. 1911), также ставший католическим священником.
В заключении и в период жизни на хуторе Зерчанинов создал два своих сочинения  «Царство Божие в мире.  Компиляция материалов, прочитанных деревенским дилетантом» и «Непокладные люди». В первом из них он, можно сказать, предвосхитил учение II Ватиканского Собора, говоря о несовершенной связи отделенных христиан с Католической Церковью и том, что их общение с ней поддерживается Святым Духом, что они являются "сущими католиками". 
После опубликования манифеста о веротерпимости в 1905 году Зерчанинов смог переехать в Санкт-Петербург. Весной 1907 года в Риме был принят Папой Пием X, перед которым Зерчанинов ходатайствовал о том, чтобы переходящие в католичество русские православные не понуждались к принятию латинского обряда. В Риме он так же встретился с будущим экзархом Леонидом Фёдоровым. В том же году посещал Лурд и Львов, где познакомился с митрополитом Андреем Шептицким. В ноябре 1907 года вновь вернулся в Петербург, где создал русскую грекокатолическую общину, служил на своей квартире на улице Полозова; 21 мая 1908 года назначен главой миссии для русских католиков восточного обряда. В 1912 году домовая церковь была закрыта властями, о. Алексей стал викарным священником церкви святой Екатерины в Петербурге, где совершал богослужения по византийскому обряду.
Участвовал в Первом и учредительном соборе 1917 года в Петрограде, установившем Экзархат Российской католической церкви византийского обряда, стал секретарём экзарха русских католиков отца Леонида Федорова. 1 мая 1919 года был арестован вместе с митрополитом Э. фон Роппом, освобождён через месяц; ещё раз арестован 12 апреля 1920 года, также вскоре освобождён. В феврале 1920 года получил почётное звание прелата.
Вновь арестован 19 ноября 1923 года и 19 мая 1924 года был осуждён на 10 лет тюремного заключения, но ввиду преклонного возраста приговор заменили на 3 года ссылки. Вначале отправлен в Екатеринбург, затем в Тобольск. За религиозную активность 28 мая 1926 года был арестован в Тобольске и отправлен в Обдорск; 9 мая 1927 года освобождён из ссылки с запретом проживать в 6 крупнейших городах СССР. Жил в Смоленске, в 1929 году переехал в Нижний Новгород, где и умер 23 сентября 1933 года.